# Parbat (distrito)
Parbat é um distrito da zona de Dhawalagiri, no Nepal.